# Pawieł Kowanow
Pawieł Wasiljewicz Kowanow (ros. Павел Васильевич Кованов, ur. 22 października?/4 listopada 1907 w Petersburgu, zm. 12 października 1986 w Moskwie) – radziecki działacz partyjny.

## Życiorys
W latach 1924–1930 nauczyciel i kierownik szkoły podstawowej w guberni niżnonowogrodzkiej, kierownik szkoły w guberni/obwodzie moskiewskim, 1930–1932 przewodniczący kołchozu w obwodzie moskiewskim, 1932–1937 dyrektor Centralnego Eksperymentalnego Laboratorium Pedagogicznego Ludowego Komisariatu Oświaty RFSRR. W latach 1937–1938 dyrektor Instytutu Szkół Podstawowych Ludowego Komisariatu Oświaty RFSRR, 1938–1941 zastępca dyrektora Państwowego Instytutu Naukowo-Badawczego Szkół ds. Sekcji Naukowej, w 1940 eksternistycznie ukończył Moskiewski Państwowy Instytut Pedagogiczny, od 1940 w WKP(b), w latach 1941–1942 szef Zarządu Szkół Podstawowych i Średnich Ludowego Komisariatu Oświaty RFSRR, 1942–1944 wojenny korespondent na Froncie Kalinińskim, Północno-Kaukaskim i 2 Ukraińskim. Od 1944 instruktor wydziału KC WKP(b)/KPZR, 1945 kierownik sektora wydziału KC WKP(b), w latach 1945–1948 zastępca kierownika wydziału KC WKP(b), 1946–1951 kierownik działu gazety „Kultura i żyzń”. W 1948 zaocznie ukończył Wyższą Szkołę Partyjną przy KC WKP(b), 1948–1950 zastępca kierownika sektora Wydziału Propagandy i Agitacji KC WKP(b), 1950–1953 kierownik sektora Wydziału Propagandy i Agitacji KC WKP(b)/KPZR, w 1953 kierownik pododdziału tego wydziału, w latach 1953–1954 zastępca kierownika, 1954–1955 I zastępca kierownika, 1955–1956 ponownie zastępca kierownika Wydziału Propagandy i Agitacji KC KPZR. Od 8 sierpnia 1956 do 19 grudnia 1962 II sekretarz KC Komunistycznej Partii Gruzji, od 31 października 1961 do 29 marca 1966 zastępca członka KC KPZR, od 23 listopada 1962 do 6 grudnia 1965 zastępca przewodniczącego Komitetu Kontroli Partyjno-Państwowej KC KPZR i Rady Ministrów ZSRR, od 9 grudnia 1965 do 22 lipca 1971 przewodniczący Komitetu Kontroli Ludowej ZSRR, następnie na emeryturze. Od 8 kwietnia 1966 do 24 lutego 1971 członek KC KPZR. W latach 1958–1974 deputowany do Rady Najwyższej ZSRR od 5. do 8. kadencji. Pochowany na Cmentarzu Wagańkowskim w Moskwie.

## Odznaczenia
- Order Rewolucji Październikowej
- Order Czerwonego Sztandaru Pracy
- Order Wojny Ojczyźnianej II klasy
- Order „Znak Honoru”